# Tinocallis sophorae
Tinocallis sophorae är en insektsart. Tinocallis sophorae ingår i släktet Tinocallis och familjen långrörsbladlöss. Inga underarter finns listade i Catalogue of Life.